# Shockrock
Shockrock is een variant van rock of metal, waarbij de muziek vaak ondergeschikt lijkt aan een afschrikwekkend imago en een choquerende show. Er wordt veelvuldig gebruikgemaakt van elementen uit horrorfilms en literatuur, waaronder de nodige satanistische en occulte verwijzingen.
De bekendste shockrockers waren Alice Cooper en Ozzy Osbourne. Het bekendste hedendaagse voorbeeld is Marilyn Manson. Ook artiesten als Rockbitch, W.A.S.P., Lordi en GWAR worden tot dit genre gerekend. Vanwege hun extreme podiumoptredens kan ook de Duitse band Rammstein tot dit genre gerekend worden.